# Хубавата градинарка
Хубавата градинарка е картина на италианския художник от Ренесанса Рафаело, известна още като мадоната, която от XVI век се счита за един от бисерите на Лувъра.

## История
Картината е нарисувана по време на престоят на Рафаело във Флоренция и има много общи неща с двете други картини нарисувани през този период Мадоната с щиглеца и Мадоната в зеленината. Съгласно Джорджо Вазари картината е поръчана от Ф. Сергарди от Сиена и след отиването на Рафаело в Рим е завършена от Ридолфо Гирландайо. Тази теза не се потвърждава от специалистите на Лувъра. Рентгенови изследвания на картината показват, че по нея не е работил друг художник. От Сиена платното отива в двора на Франциск I. Дълго време в каталозите картината е била записана като „Девата с рокля на селянка“ до момента, в който Пиер Жан Мариет я нарича с по-романтичното название „Хубавата градинарка“.